# Мексика на зимних Олимпийских играх 1988
Мексика принимала участие в Зимних Олимпийских играх 1988 года в Калгари (Канада) в третий раз за свою историю, но не завоевала ни одной медали.

## Состав сборной
Сборная страны состояла из 11 спортсменов: 10 мужчин и 1 женщины, которые соревновались в 4 видах спорта:
| Вид спорта        | Мужчины | Женщины | Всего |
| ----------------- | ------- | ------- | ----- |
| Горнолыжный спорт | 4       | 0       | 4     |
| Бобслей           | 4       | 0       | 4     |
| Лыжные гонки      | 1       | 0       | 1     |
| Фигурное катание  | 1       | 1       | 2     |
| Всего             | 10      | 1       | 11    |

Самым младшим участником сборной был 17-летний фигурист Риккардо Олаварриета, самым старшим — 31-летний бобслеист Хосе Таме́с. Флаг Мексики на церемонии открытия Игр нёс Риккардо Олаварриета.

## Результаты
Лучшим результатом мексиканской сборной стало 30 место горнолыжника Хубертуса фон Гогенлоэ в слаломе.

### Бобслей
Мужские экипажи — двойки
| Боб   | Спортсмены                      | 1 заезд | 1 заезд | 2 заезд | 2 заезд | 3 заезд | 3 заезд | 4 заезд | 4 заезд | Итог           | Итог  |
| Боб   | Спортсмены                      | Время   | Место   | Время   | Место   | Время   | Место   | Время   | Место   | Итоговое время | Место |
| ----- | ------------------------------- | ------- | ------- | ------- | ------- | ------- | ------- | ------- | ------- | -------------- | ----- |
| MEX-1 | Хорхе Тамес Хосе Тамес          | 1:01,58 | 40      | 1:02,39 | 38      | 1:03,44 | 37      | 1:02,67 | 36      | 4:10,08        | 36    |
| MEX-2 | Роберто Тамес Луис Адриан Тамес | 1:01,56 | 39      | 1:01,84 | 37      | 1:03,76 | 38      | 1:02,93 | 38      | 4:10,09        | 37    |

### Фигурное катание
Соревнования по проходили во Дворце спорта «Олимпик Сэддлдоум» в Калгари. Мексику представляли только фигуристы-одиночники, но ни одному из них не удалось квалифицироваться для проката произвольной программы.
Мужчины — одиночное катание
| Спортсмен                            | Обязательные фигуры | Короткая программа | Произвольная программа | Сумма мест (TFP) | Место |
| ------------------------------------ | ------------------- | ------------------ | ---------------------- | ---------------- | ----- |
| Рикардо «Вальбе» Олаварриета Наварро | 28                  | 26                 | не участвовал          | —                | 27    |

Женщины — одиночное катание
| Спортсменка         | Обязательные фигуры | Короткая программа | Произвольная программа | Сумма мест (TFP) | Место |
| ------------------- | ------------------- | ------------------ | ---------------------- | ---------------- | ----- |
| Диана Энсинас Эванс | 28                  | 31                 | не участвовала         | —                | 30    |